# Gonzalo Bergessio
Gonzalo Rubén Bergessio (* 20. Juli 1984 in Córdoba) ist ein argentinischer ehemaliger Fußballspieler.

## Karriere

### Verein
Bergesio begann seine Profikarriere mit 16 Jahren beim Club Atlético Platense. Danach kamen weitere Stationen in Argentinien hinzu, bevor er zu Benfica Lissabon, einem europäischen Topklub, wechselte. Dort konnte er sich allerdings nicht durchsetzen und wechselte nach nur einem halben Jahr zu CA San Lorenzo de Almagro nach Argentinien zurück. Dort konnte er wieder gute Leistungen zeigen und machte erneut auf sich aufmerksam. So wechselte er 2009 in die französische Ligue 1 zu AS Saint-Étienne. Nach eineinhalb Jahren und mäßigem Zurechtkommen spielte er ein halbes Jahr leihweise bei Catania Calcio in der italienischen Serie A, wo er sich gut einfügte. Nach seiner Rückkehr zu Saint-Étienne absolvierte er zwei weitere Spiele, bevor Catania ihn vollständig verpflichtete.

### Nationalmannschaft
Sein Debüt in der Argentinischen Nationalmannschaft absolvierte Bergessio am 16. Oktober 2008 im WM-Qualifikationsspiel gegen Chile, das mit 0:1 verloren wurde. Im Freundschaftsspiel gegen Panama am 20. Mai 2009 erzielte Bergessio seine bisher einzigen Tore im Nationaltrikot. Sein bisher letztes Länderspiel absolvierte er am 10. Juni 2009 gegen Ecuador.